# ピエールマルコリーニ

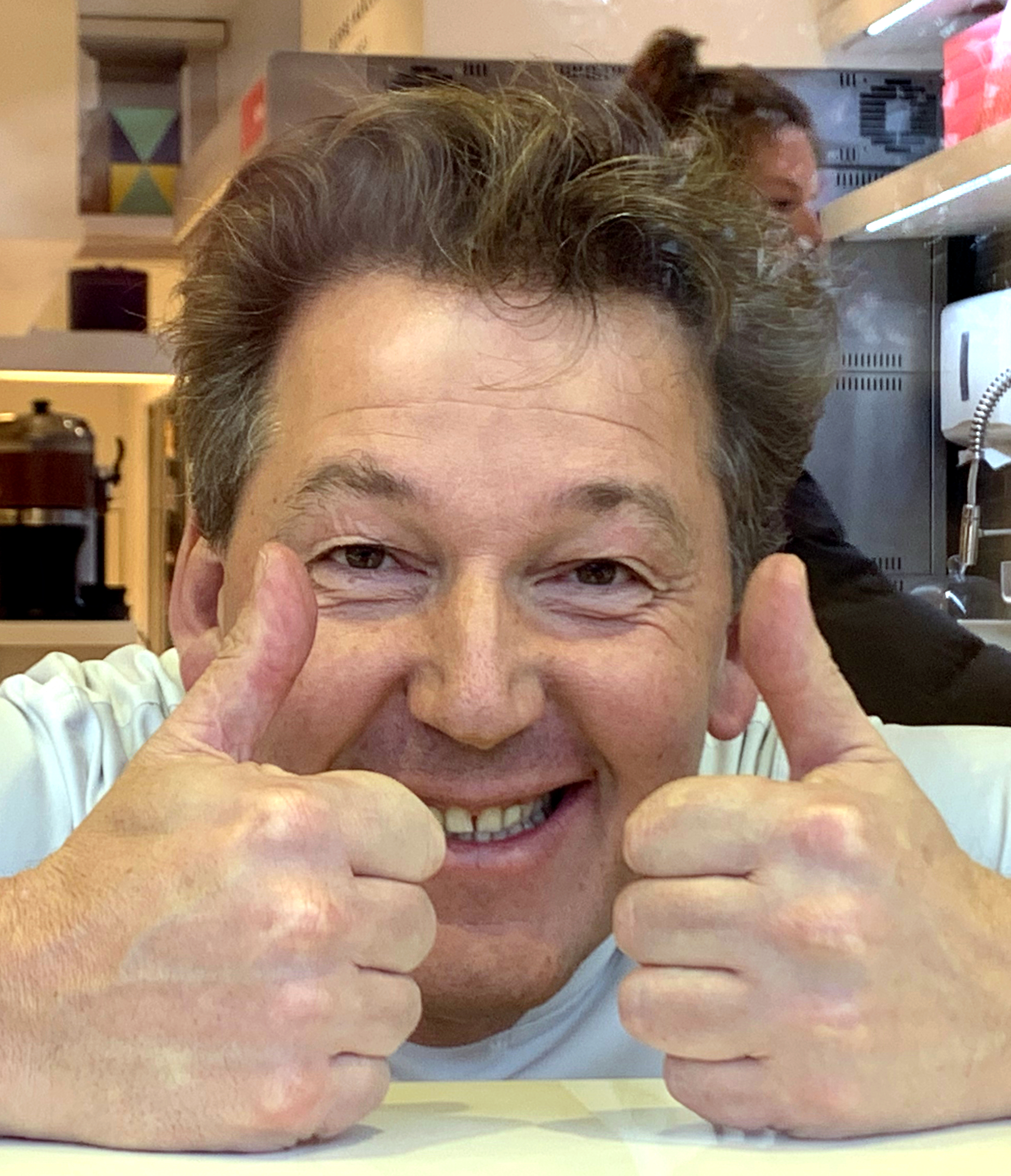
ピエールマルコリーニ

ピエール・マルコリーニ（PIERRE MARCOLINI）は、ベルギー生まれの高級チョコレート販売のパティスリー。

## 概要
ベルギーをはじめ、ロンドン、パリ、ニューヨークと世界各地に進出している。
2003年には同店のラズベリー・チョコレート・キャラメルなどの種類のアイスクリームショップが併設され、高級アイスクリームの草分け的存在になっている。
日本では、銀座、羽田空港の第2ターミナル、東京駅内、名古屋のミッドランドスクエア、渋谷ヒカリエ内、新宿駅エキソトの7店舗を構える他、インターネットでの販売も行っている。黒・茶色を基調とした壁のカフェではチョコレートパフェ、チョコレートドリンクなどが食べられる。
2023年4月にゴディバを所有する韓国系投資ファンドMBKパートナーズ傘下のVM2ホールディングスがピエール・マルコリーニの全株式を取得し完全子会社化した。

## 創始者
この店を手がけているピエール・マルコリーニ （Pierre Marcolini, 1964年 - ）はベルギー生まれ、ベルギー育ちであり、パティシエをはじめとする4つのディプロマ（職人資格）を持つ世界でも数少ない人物。1995年の菓子職人世界大会でチーム優勝もしている。

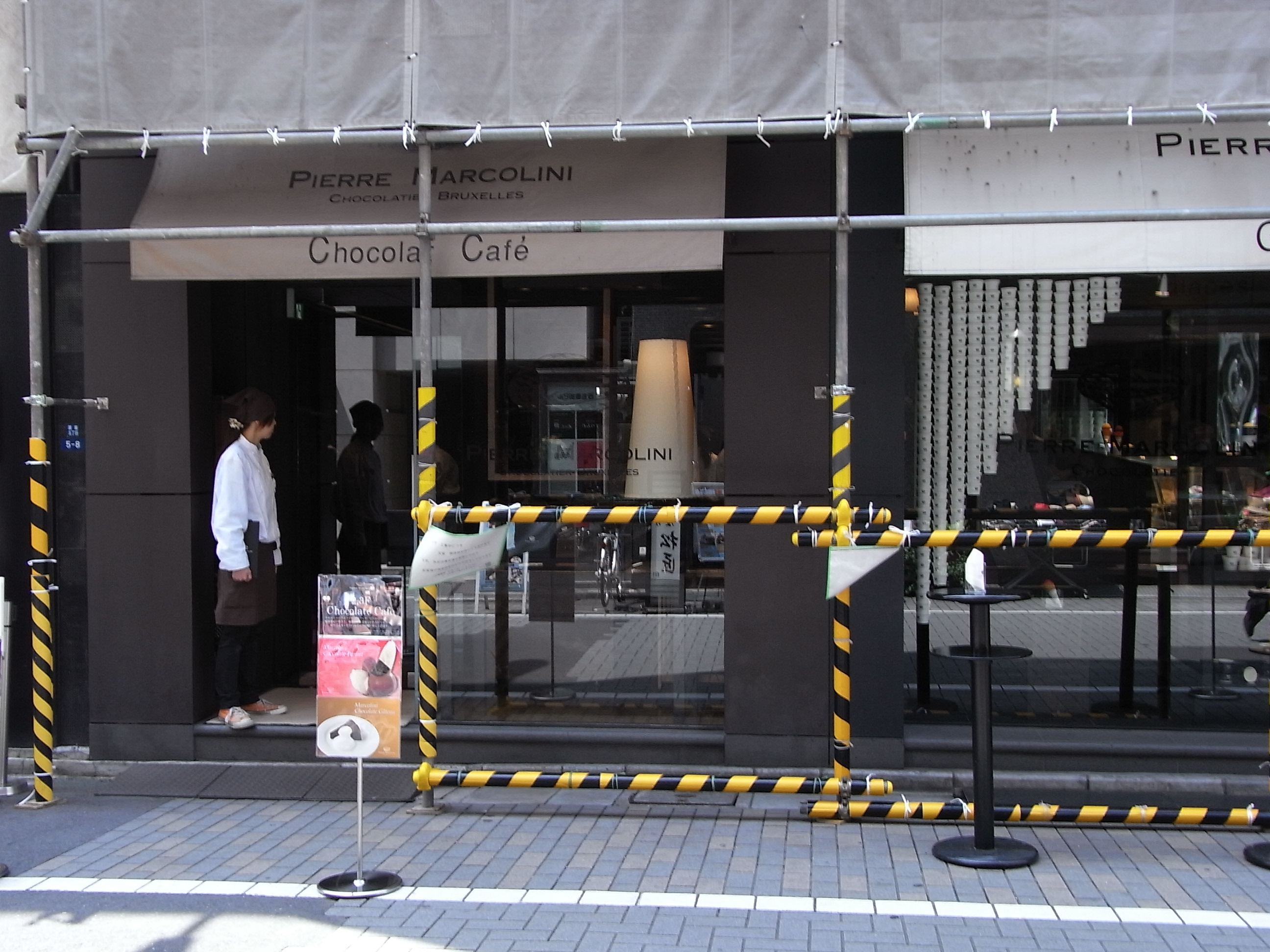
銀座 ピエールマルコリーニ（2008年6月27日撮影）
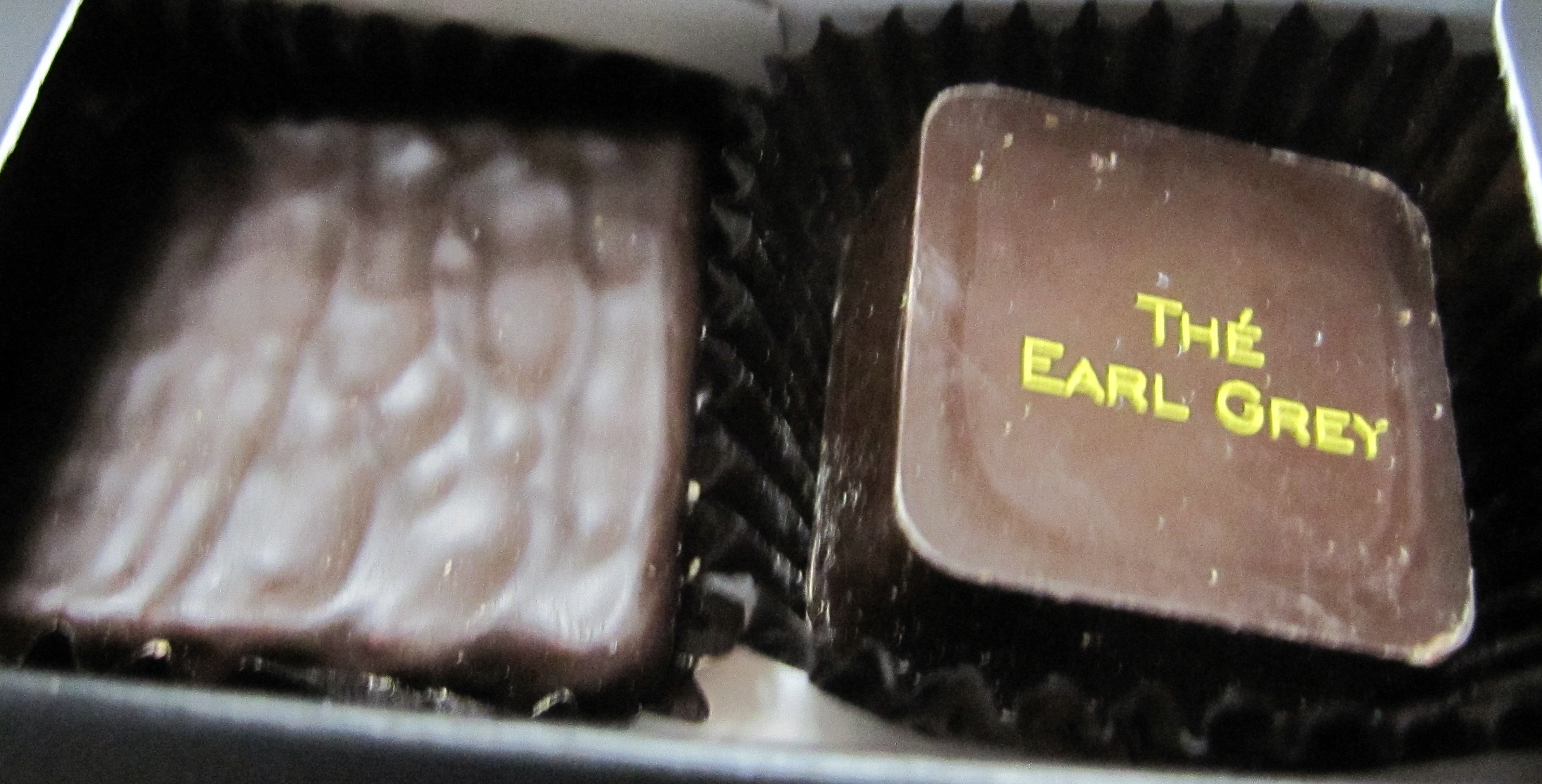
ピエール・マルコリーニのチョコレート
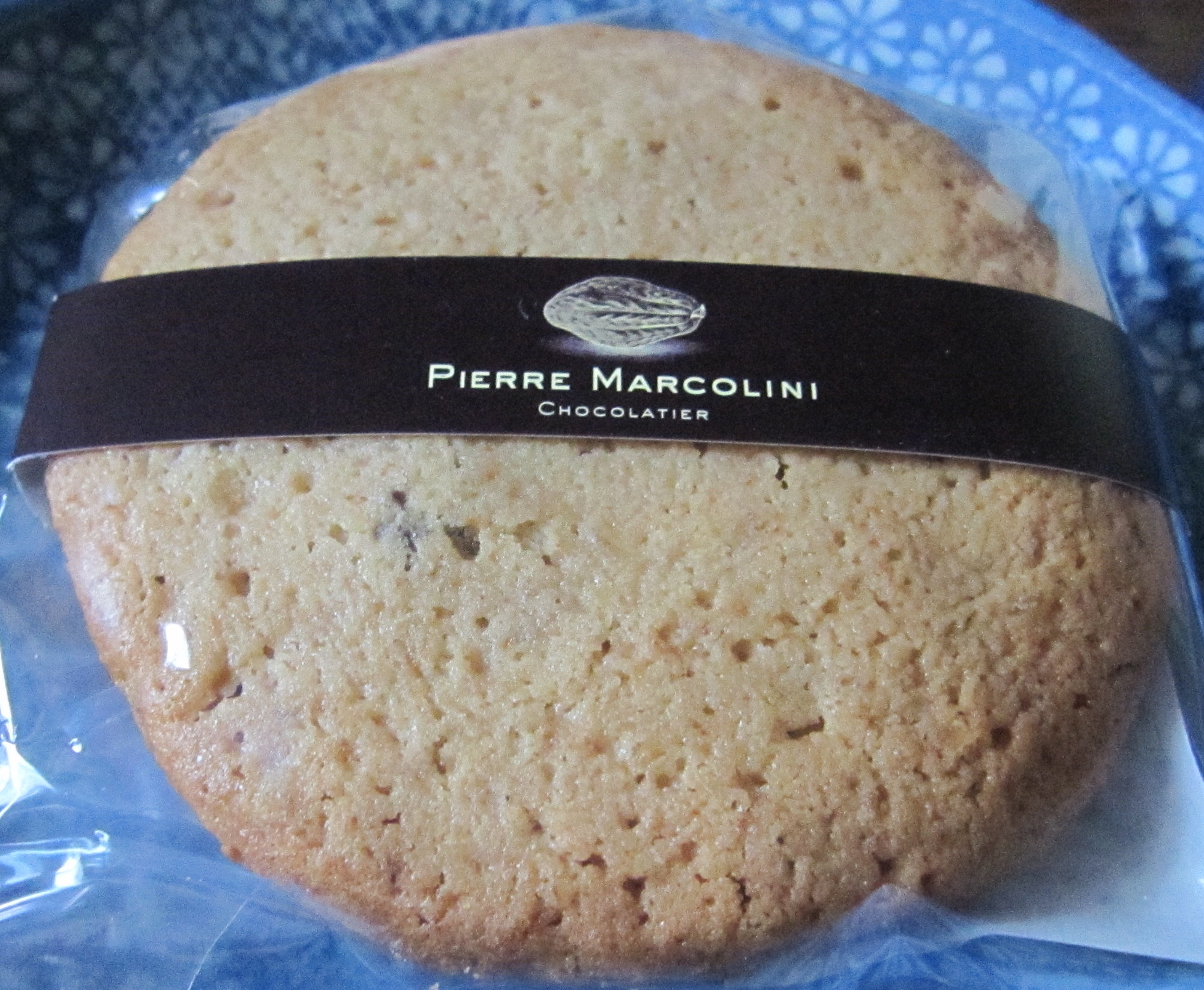
マルコリーニビスキュイ